# Weweantic (Massachusetts)
Weweantic és un lloc designat pel cens situat al comtat de Plymouth en l'estat nord-americà de Massachusetts. En el Cens dels Estats Units del 2010 tenia 2.105 habitants i una densitat poblacional de 463,9 persones per km². Segons l'Oficina del Cens dels Estats Units, Weweantic té una superfície total de 4.54 km², de la qual 3.29 km² corresponen a terra ferma i (27.57 %) 1.25 km² és aigua.

## Demografia
Segons el Cens dels Estats Units del 2010, hi havia 2.105 persones residint en Weweantic. La densitat de població era de 463,9 hab./km². Dels 2.105 habitants, Weweantic estava compost pel 87.03 % blancs, el 3.23 % eren afroamericans, el 0.67 % eren amerindis, el 0.38 % eren asiàtics, el 0 % eren illencs del Pacífic, el 4.23 % eren d'altres races i el 4.47 % pertanyien a dos o més races. Del total de la població l'1.66 % eren hispans o llatins de qualsevol raça.